# Evariste Ngayimpenda
Evariste Ngayimpenda, né en 1958 à Nyakazu, est un homme politique et professeur des universités burundais . Historien et démographe de formation, il est recteur de l'université du Lac Tanganyika, et membre de l'Union pour le progrès national (UPRONA) non reconnu par le pouvoir.  

## Biographie
Evariste Ngayimpenda est né à Nyakazu, Mpinga-Kayove, province de Rutana, en 1958 dans le Ruanda-Urundi sous administration belge. D'ethnie Tutsi, il est marié et père de quatre enfants. Il a un doctorat en histoire et un mastère en démographie obtenus à l'UCLouvain, en Belgique.
Élu député dans la législature 2015-2020 au sein d'une coalition des indépendants, il ne siège jamais, tout comme d'autres députés issus de l'aile de l'UPRONA contestant le troisième mandat présidentiel de Pierre Nkurunziza jugé illégal par la cour de la communauté est-africaine. Il est alors exclu du parlement en raison de trente absences consécutives.

### Carrière professionnelle
De 1998 à 1999, il est doyen de la Faculté des lettres et sciences Humaines à l'université du Burundi. Il est membre fondateur de l'université du Lac Tanganyika en 1999 dont il est le représentant légal jusqu'en 2008. De 1999 à 2004, il est administrateur national du projet d'intégration des questions de la population dans le processus de planification de la FNUAP, et consultant indépendant jusqu'en 2006. Depuis 2008, il est recteur de l'université du Lac Tanganyika.
Ngayimpenda est aussi auteur de plusieurs ouvrages notamment Histoire du conflit politico-ethnique burundais; Les premières marches du calvaire (1960-73) publié en 2004 et réédité en deux tomes en 2020, et plusieurs publications sur l'histoire politique contemporaine, les logiques socio-démographiques et institutionnelles du Burundi ainsi que les politiques sectorielles.

### Carrière politique
Membre de l'ancien parti unique UPRONA, Evariste Ngayimpenda s'oppose aux négociations initiées par Pierre Buyoya avec les anciens mouvements rebelles qualifiés de « terroristes tribalo-génocidaires », , négociations qui ont donné lieu aux accord de paix d'Arusha du 28 août 2000. Il évolue alors au sein de l'UPRONA de l'opposition appelée aile MUKASI, jusqu'à la réunification avec l'aile gouvernementale en 2009.
Il a été membre du conseil communal de sa commune de 2010 à 2015 et membre du comité central et du bureau exécutif du parti jusqu'à son exclusion avec d'autres membres influents du parti par leur président Bonaventure Niyoyankana en 2012, sur fond de désaccords avec la direction. Il prend alors la tête du courant de réhabilitation avec Jean-Baptiste Manwangari (en) et Tatien Sibomana. Ils gagnent le procès à la Cour suprême contre le président du parti, sans pour autant que le verdict ne soit pris en compte par le pouvoir. Bien que les deux courants parviennent à se réunifier en 2014, ils sont exclus du parti par le pouvoir CNDD-FDD et se présentent lors des élections de 2015 au sein d'une coalition inédite avec les membres de l'ancien mouvement rebelle hutu des Forces nationales de libération.[réf. nécessaire]